# 乌科巴克

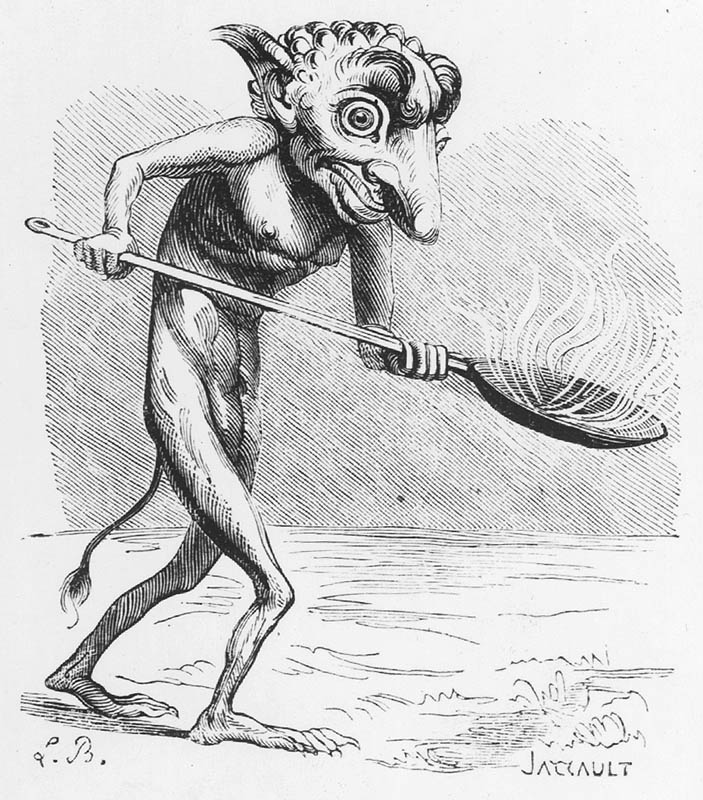
乌科巴克的畫像

乌科巴克（Ukobach）是法国作家科兰·戴·布兰西的作品《地狱辞典》里提到的恶魔，头很大，有牛的尾巴，负责用铲子将燃烧物送入地狱，保持地狱的火炎。